# Hans Funk (Zeichner)
Hans Funk (* 20. Februar 1928 in Danzig (heute Gdansk, Polen); † 3. Juli 2002 in Bad Bevensen) war ein deutscher Zeichner. Aus Anfängen im Informel entwickelte er in seinen großformatigen Tuschzeichnungen ein umfangreiches und eigenständiges Œuvre.

Hans Funk beim Zeichnen, um 1980

## Leben und Werk

Ohne Titel (2001-24), Aquarell, Tusche auf Papier, 2001, 900 × 625 mm, Privatbesitz

1928 als älterer von zwei Söhnen der Lehrer Franz und Magda Funk, geb. Resmerowski, geboren, besuchte er das Gymnasium Conradinum bei Danzig.
1944 wurde er als Flakhelfer eingezogen, flüchtete er im April 1945 vor der Roten Armee und schlug sich auf einem Walfängerboot in der Danziger Bucht nach Kopenhagen durch und von dort weiter nach Schleswig-Holstein, wo er Arbeit als Melker auf Gut Kattenhöhlen in der Lübecker Bucht fand.
1946 bis zum Abitur 1947 erhielt er vom Vater seines gefallenen Freundes, Wilhelm von Suckow, ein Stipendium für das Internat Pädagogium Bad Sachsa. Danach studierte er bis 1952 Kunstpädagogik an der Hochschule für Bildende Künste in Berlin in der Meisterklasse von Georg Tappert. Hier lernte er seine spätere Ehefrau Marianne Andrée (* 1928) kennen. Ab 1956 lehrte er als Kunsterzieher an der Herderschule Lüneburg, wo er bis zur Pensionierung 1990 tätig blieb.
Funk zeigte seine Blätter in zahlreichen Einzel- und Gruppenausstellungen, seit 1971 regelmäßig auch mit dem Deutschen Künstlerbund, dessen Mitglied er seit 1970 war. 1968 war er zudem Stipendiat in der Druckwerkstatt der Gemäldegalerie auf Schloss Wolfsburg. Mit der Pensionierung 1990 setzte nochmals ein Neustart ein, bei dem ein umfangreiches Spätwerk entstand. 2002 verstarb Hans Funk nach einer Herzoperation.

## Ausstellungen
Einzelausstellungen
- 1965: Hans Funk, Galerie Siegmunds Hof, Berlin
- 1967: Hans Funk, Galerie Siegmunds Hof, Berlin
- 1967: Hans Funk, Galerie p2, Walsrode
- 1967: Hans Funk, Städtische Kunstsammlungen, Bonn
- 1970: Hans Funk, Open house 2, Sammlung H.P. Albrecht, Hannover
- 1974: Hans Funk, Galerie Sonn, Lüneburg
- 1978: Hans Funk, Galerie Rolandshof, Remagen
- 1994: Hans Funk, Museum Lüneburg

### Gruppenausstellungen
- Gruppenausstellung mit vier Künstlern, Kunstverein Bremerhaven 1959
- Deutscher Kunstpreis der Jugend, Kunsthalle Mannheim 1960
- 2. Kunstpreis der Stadt Wolfsburg, Wolfsburger Rathaus 1961
- Junge Stadt sieht junge Kunst, Stadthalle Wolfsburg 1965
- Herbstausstellung 66 des Bundes Bildender Künstler, Uelzen 1966
- Deutsche Handzeichnungen und Aquarelle der letzten zwanzig Jahre, Kunstverein Hannover 1967
- Junge Stadt sieht junge Kunst, Stadthalle Wolfsburg 1967
- Kunstforum Göhrde 1968
- Neue Graphik, Landesmuseum Oldenburg 1969
- Niederlande – Niedersachsen, Kunstforum Göhrde 1970
- Beteiligungen an den Herbstausstellungen Niedersächsischer Künstler (Kunstverein Hannover) von 1967 bis 1978
- Beteiligungen an Ausstellungen des Deutschen Künstlerbundes von 1968 bis 1983